# Davis Lake
Davis Lake är en sjö i Kanada.   Den ligger i provinsen British Columbia, i den södra delen av landet, 3 200 km väster om huvudstaden Ottawa. Davis Lake ligger 1 273 meter över havet.
I omgivningarna runt Davis Lake växer i huvudsak barrskog. Trakten runt Davis Lake är nära nog obefolkad, med mindre än två invånare per kvadratkilometer.